# پلش
شهر پلش (به آلمانی: Polch) در ایالت راینلند-فالتز در کشور آلمان واقع شده‌است.